# Tsongkhapa

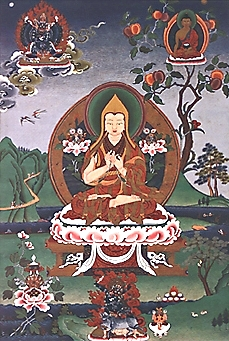
Porträtt av Tsongkhapa från sent 1800-tal.

Tsongkhapa, född 1357 i Amdo, Tibet, död 1419, lama, buddhistisk religionsreformator, grundare till den idag dominerande riktningen inom tibetansk buddhism, gelug-skolan, även kallad "gulmössorna".
Han var till en början en följare av kadam, tog lekmannalöften under den fjärde karmapan (ledaren för inriktningen karma-kagyü). År 1372 reste han till centrala Tibet för att söka efter mer avancerad buddhistisk kunskap. Där blev han en lärjunge till en forskare inom inriktningen sakya, men gick sedan vidare till andra inriktningar och lärare. Tsongkhapa följde periodvis många av de ledande forskarna och religiösa ledarna under hans tid. Han ansågs vara mycket begåvad inom både sutra och tantra. Han sägs enligt de traditionella biografierna om honom ha fått visioner av mästare såsom Nagarjuna och bodhisattvan Manjusri.
År 1409 grundade han Gandenklostret i Lhasa..